# Travis Hunter
Travis Hunter Jr. (sinh ngày 18 tháng 5 năm 2003) là một cầu thủ bóng bầu dục chuyên nghiệp người Mỹ chơi ở vị trí hậu vệ góc và tiền đạo bắt bóng cho Jacksonville Jaguars thuộc Giải bóng bầu dục Quốc gia Mỹ (NFL). Hunter chơi bóng ở cấp độ đại học cho Jackson State Tigers và Colorado Buffaloes, giành giải thưởng Heisman Trophy với Buffaloes vào năm 2024. Được biết đến với khả năng chơi cả hai vị trí là tấn công và phòng ngự, Hunter là cầu thủ duy nhất trong lịch sử bóng bầu dục đại học giành được cả giải thưởng Chuck Bednarik và Fred Biletnikoff. Anh được Jaguars lựa chọn ở vị trí thứ hai tại Vòng tuyển chọn NFL năm 2025.

## Thời niên thiếu
Hunter sinh ngày 18 tháng 5 năm 2003 tại West Palm Beach, Florida, nơi anh lớn lên cho đến khi chuyển đến sống tại Atlanta, Georgia vào gần cuối năm lớp tám.  Anh sống với Frontia Fountain, một trợ lý huấn luyện viên bóng bầu dục tại Trường trung học Collins Hill ở Suwanee, Georgia trong hai năm trong khi chơi ở vị trí hậu vệ góc và tiền đạo bắt bóng cho Collins Hill Eagles. Vào năm lớp 10, Hunter dẫn đầu Quận Gwinnett với 7 lần cướp bóng, đồng thời có 49 lần bắt bóng với 919 yard và 12 touchdown khi chơi ở tiểu đội tấn công. Đến năm lớp 11, Hunter có được 8 lần cướp bóng và 51 lần tắc bóng, ngoài ra còn có 137 lần nhận bóng tổng cộng 1.746 yard và 24 touchdown. Hunter giành được giải thưởng Cầu thủ xuất sắc nhất năm Georgia của MaxPreps. Anh cũng lập kỷ lục một mùa giải của Quận Gwinnett về số lần nhận bóng, số yard nhận bóng và số touchdown, giúp cho Eagles đạt thành tích kỷ lục 12–3 và tham dự trận chung kết tiểu bang hạng 7A.
Trong năm lớp 12, Hunter đã ghi được 76 lần tiếp bóng với 1.128 yard và 10 lần chạm bóng trong tấn công, và 23 lần vào bóng, bốn lần cướp bóng và một lần ép rơi bóng khi chơi phòng ngự mặc dù phải bỏ lỡ năm trận đấu do chấn thương mắt cá chân. Trong trận chung kết tiểu bang, Hunter đã có 10 lần bắt bóng với 153 yard và một touchdown, cũng như một lần ép rơi bóng để giúp trường Collins Hil giành danh hiệu tiểu bang đầu tiên của trong lịch sử, hoàn tất kỷ lục bất bại 15–0. Trong trận đấu cuối cùng ở cấp trung học, Hunter đã có 10 lần nhận bóng với 178 yard và hai touchdown trong trận thua 40–36 trước nhà vô địch tiểu bang Washington là Graham-Kapowsin tại Giải vô địch tiểu bang GEICO. Anh cũng phá vỡ kỷ lục tiểu bang Georgia về số touchdown với 48 lần do Braxton Hicks nắm giữ. Hunter tham dự Polynesian Bowl năm 2022 và giành được danh hiệu MVP tấn công sau khi ghi có 5 lần nhận bógg với 54 yard.

## Sự nghiệp đại học

### Tuyển trạch
Bản mẫu:College athlete recruit start
Bản mẫu:College Athlete Recruit Entry
|}Hunter là tân binh được xếp hạng thứ nhất bởi 247Sports và Rivals, và số hai bởi ESPN (sau Walter Nolen). Sau khi nhận được học bổng từ Đại học Florida, anh đã có cam kết gia nhập Seminoles vào ngày 3 tháng 3 năm 2020 (một ngày sau khi đến thăm trường lần đầu tiên). Vào ngày 15 tháng 12 năm 2021, Hunter quay xe và quyết định gia nhập Jackson State Tigers do Deion Sanders huấn luyện. Hunter trở thành tân binh năm sao đầu tiên ký hợp đồng với trường thuộc hệ HBCU hoặc FCS. Động thái này được coi là một trong những bản hợp đồng bất ngờ nhất trong lịch sử tuyển trạch bóng bầu dục đại học.

### Jackson State (2022)

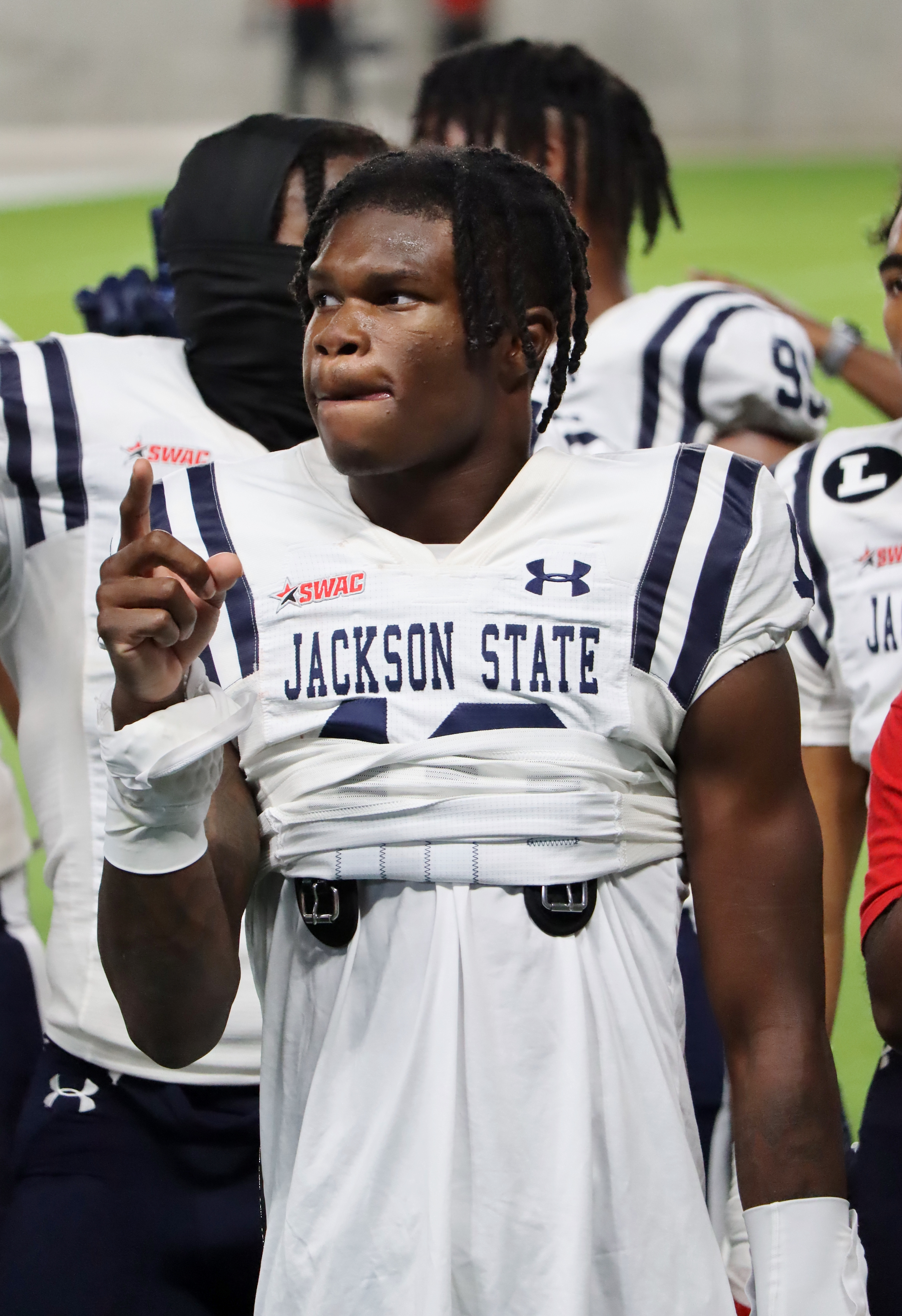
Hunter trong màu áo Jackson State Tigers vào năm 2022

Hunter có 2 pha touchdown và 2 cướp bóng trong trận đấu giao hữu mùa xuân của Jackson State, đây là trận đấu mùa xuân đầu tiên của HBCU được truyền hình toàn quốc. Hunter có ra mắt ở cấp đại học vào tuần 1 trong trận đấu trước Florida A&amp;M nhưng không có bất kỳ chỉ số nào. Trong trận thắng này, Hunter đã phải chịu một chấn thương không được tiết lộ khiến anh phải ngồi ngoài năm trận đấu. Hunter trở lại trong chiến thắng trước đội Campbell vào tuần 7, có đươc 4 lần nhận bóng với 24 yard. Vào tuần thứ 10, Hunter đã ghi được touchdown đầu tiên của mình ở cấp đại học cũng như lần cướp bóng đầu tiên trước Alabama A&amp;M. Vào tuần 11, Hunter đã có hai lần cướp bóng, đạt thành tích cao nhất mùa giải là 49 yard và một touchdown trước Alcorn State. Anh cũng đã có pha cướp bóng trong hai liên tiếp. Tại Celebration Bowl năm 2022, Hunter đã có bốn pha bắt bóng với tổng 47 yard và hai touchdown. Trong năm thứ nhất, Hunter đã có tổng cộng 19 pha truy cản, 8 chặn bóng, 2 cướp bóng, 1 thu hồi bóng và 1 touchdown phòng ngự trong 7 trận. Trong phương diện tấn công, Hunter có thêm 18 lần nhận bóng với 188 yard và 4 touchdown.

### Colorado (2023–2024)
Hunter chuyển đến Đại học Colorado Boulder vào năm 2023, theo chân huấn luyện viên trưởng của Jackson State là Deion Sanders. Trong trận ra mắt FBS, Hunter chơi tổng cộng 147 lượt giao bóng, bao gồm cả tấn công và phòng thủ, trong chiến thắng bất ngờ 45–42 trước TCU Horned Frogs. Trong trận thắng này, Hunter đã có 11 lần nhận bóng với 119 yard, 3 lần truy cảm và 1 lần cướp bóng. Vào tuần thứ 3, Hunter bị thương trong chiến thắng ở hiệp phụ của Colorado trước đối thủ Colorado State khiến anh phải ngồi ngoài trong ba trận tiếp theo. Hunter trở lại sau chấn thương ở tuần thứ 7 trong trận đấu với Stanford và có 13 lần nhận bóng, đạt thành tích cá nhân cao nhất trong mùa với 140 yard và hai touchdown.  Trong tuần thứ 8, Hunter có được 2 lần cướp bóng trước đội xếp hạng 23 là UCLA. Trong tuần thứ 9, Hunter có 8 bắt bóng với 98 yard và ghi được một touchdown trước đội xếp hạng thứ 16 là Oregon State. Trong tuần 11, Hunter có 4 lần nhận bóng với 82 yard và 1 touchdown trước Washington State. Trong trận đấu cuối cùng của mùa giải, Hunter nhận bóng 8 lần với 107 yard và có 1 touchdown trước Utah. Trong mùa giải, Hunter đã có tổng cộng 57 lần nhận bóng với 721 yard và 5 touchdown. Ở khía cạnh phòng thủ, anh có 3 lần cướp bóng và 30 pha truy cản. Trong tổng số 1.036 lượt giao bóng đã chơi, Hunter tham gia 437 lượt tấn công, 568 lượt phòng thủ và 31 lượt trong tiểu đội đặc biệt, trung bình 115,1 lượt mỗi trận. Anh được bầu chọn vào Đội hình cầu thủ toàn Mỹ năm 2023 và độihiìnnhh hai All-PAC-12. Hunter cũng được vinh dự nhận Giải thưởng Paul Hornung.
Để mở màn mùa giải 2024, Hunter đã có bảy lần nhận bóng với 132 yard và 3 touchdown trong chiến thắng trước North Dakota State. Trong trận đấu ngày 7 tháng 9, Colorado đã bị Nebraska đánh bại với tỷ số 28–10. Hunter có ảnh hưởng rất lớn đến hàng công với 10 lần bắt bóng với 110 yard nhưng phải đối mặt với những lời chỉ trích vì thiếu nỗ lực trong pha bóng mở tỉ số của Cornhuskers. Trong trận đấu ngày 21 tháng 9 với Baylor, Hunter đã có pha ép rơi bóng ở ngay vạch cầu môn, góp phần mang về chiến thắng kịch tính 38–31 ở hiệp phụ. Sau khi kết thúc mùa giải chính với gần 1.400 lượt giao bóng tấn công và phòng thủ, nhiều hơn 382 lần so với bất kỳ cầu thủ nào khác trên cả nước, Hunter đã giành được Cúp Heisman. Anh là cầu thủ thứ hai giành giải Heisman cho Colorado Buffaloes sau người đầu tiên là Rashaan Salaam vào năm 1994. Anh cũng là cầu thủ phòng ngự thứ hai giành được giải thưởng này sau Charles Woodson vào năm 1997. Ngoài ra, Hunter là cầu thủ đầu tiên trong lịch sử bóng bầu dục đại học giành được cả Giải thưởng Chuck Bednarik và Giải thưởng Fred Biletnikoff, lần lượt với tư cách là cầu thủ phòng ngự và tiền đạo bắt bóng xuất sắc nhất trên toàn quốc.

### Thống kê
| Mùa  | Đội           | Số trận | Số trận | Nhận bóng | Nhận bóng | Nhận bóng | Nhận bóng | Chạy bóng | Chạy bóng | Chạy bóng | Chạy bóng | Truy cản | Truy cản | Truy cản | Truy cản | Truy cản | Cướp bóng | Cướp bóng | Cướp bóng | Cướp bóng | Cướp bóng | Ép rơi bóng | Ép rơi bóng | Ép rơi bóng |
| Mùa  | Đội           | Số trận | Ra sân  | Rec       | Yds       | Avg       | TD        | Att       | Yds       | Avg       | TD        | Solo     | Ast      | Cmb      | TfL      | Sck      | Int       | Yds       | Avg       | TD        | PD        | FR          | FF          | TD          |
| ---- | ------------- | ------- | ------- | --------- | --------- | --------- | --------- | --------- | --------- | --------- | --------- | -------- | -------- | -------- | -------- | -------- | --------- | --------- | --------- | --------- | --------- | ----------- | ----------- | ----------- |
| 2022 | Jackson State | 8       | 8       | 18        | 188       | 10.4      | 4         | 1         | −10       | −10.0     | 0         | 15       | 4        | 19       | 0.0      | 0.0      | 2         | 44        | 22.0      | 1         | 8         | 1           | 0           | 0           |
| 2023 | Colorado      | 9       | 9       | 57        | 721       | 12.6      | 5         | 0         | 0         | 0.0       | 0         | 22       | 8        | 30       | 2.0      | 0.0      | 3         | −10       | −3.3      | 0         | 5         | 0           | 0           | 0           |
| 2024 | Colorado      | 13      | 13      | 96        | 1,258     | 13.1      | 15        | 2         | 5         | 2.5       | 1         | 25       | 11       | 36       | 1.0      | 0.0      | 4         | 65        | 16.3      | 0         | 11        | 0           | 1           | 0           |
| Tổng | Tổng          | 30      | 30      | 171       | 2,167     | 12.4      | 24        | 3         | -5        | -1.6      | 1         | 58       | 23       | 80       | 3.0      | 0.0      | 9         | 93        | 11.6      | 1         | 22        | 1           | 1           | 0           |

## Sự nghiệp chuyên nghiệp
Hunter được chọn ở lượt 2 trong NFL draft năm 2025 của Jacksonville Jaguars trong một thương vụ trao đổi lượt chọn với Cleveland Browns.

## Điểm nổi bật và giải thưởng

### Đại học
Giải thưởng và danh hiệu
- #12 retired by Colorado (2025)[41]
- Heisman Trophy (2024)
- Walter Camp Award (2024)
- AP College Football Player of the Year (2024)[42]
- SN College Football Player of the Year (2024)[43]
- Fred Biletnikoff Award (2024)
- Chuck Bednarik Award (2024)
- Lott Trophy (2024)[44]
- Academic All-American of the Year, Division I football (2024)[45]
- 2× Paul Hornung Award (2023, 2024)[46]
- Unanimous All-American (2024)[e]
- Consensus All-American (2023)[47]
- 2× Academic All-American (2023, 2024)[48]
- Big 12 Defensive Player of the Year (2024)
- SWAC Freshman of the Year (2022)
- 2× first-team All-Big 12 (2024)[f]
- First-team All-Pac-12 (2023)[g]
- Second-team All-Pac-12 (2023)[h]
- Second-team All-SWAC (2022)[49]
- 3× Pac-12 / Big 12 Player of the Week:
  - Offensive (2024)
  - Defensive (2023, 2024)[50][51]

## Cuộc sống cá nhân
Cha của Hunter là Travis Hunter Sr. từng là ngôi sao trong đội bóng bầu dục và điền kinh tại Trường trung học cộng đồng Boynton Beach. Ông tiếp tục chơi bóng bầu dục bán chuyên tại Florida Football Alliance và Southern States Football League, giành giải thưởng Tân binh tấn công của năm vào năm 2007. Hunter Jr. có thỏa thuận NIL với ngân hàng Greenwood và một số thương hiệu của Michael Strahan. Hunter một trong những vận động viên trang bìa cho trò chơi EA Sports College Football 25 cùng với Donovan Edwards và Quinn Ewers. Hunter đã đính hôn với người yêu từ thời trung học của mình là Leanna Lenee, và đang lên kế hoạch tổ chức đám cưới vào tháng 5 năm 2025. Hunter có một kênh Twitch và một kênh YouTube với Leanna.